# Eoppa de Bernícia
Eoppa (-547) fou rei de Bernícia. Pare d'Ida, primer rei de qui realment es té constància. Surt esmentat a la Crònica anglosaxona com a fill d'Esa, suposat fundador del regne, i net d'Ingwy.